# Mark Vanderloo
Mark Vanderloo (Waddinxveen, 24 de abril de 1968) é um modelo neerlandês. Aos 22 anos, Vanderloo entrou na Universidade de Amsterdã para estudar história.
Vanderloo tem sido o principal modelo da Hugo Boss em outdoors desde 2005. Ele já desfilou para Calvin Klein, Armani, Banana Republic, Trussardi e Guess.
Além de seu trabalho na indústria da moda, Vanderloo foi usado como modelo padrão para a versão masculina do Comandante Shepard na série de jogos de vídeo Mass Effect para Xbox 360, PC, PlayStation 3 e Wii U. Vanderloo também fez uma aparição no America's Next Top Model em 2008.